# Phaeocatantops solitarius
Phaeocatantops solitarius är en insektsart som först beskrevs av Karsch 1900.  Phaeocatantops solitarius ingår i släktet Phaeocatantops och familjen gräshoppor. Inga underarter finns listade i Catalogue of Life.